# كيفن دونلي
كيفن دونلي (بالإنجليزية: Kevin Donley)‏ هو لاعب كرة قدم أمريكية أمريكي، ولد في 4 يوليو 1951 في سبرينغفيلد في الولايات المتحدة.